# Авер'янова Тетяна Михайлівна
Тетяна Михайлівна Авер'янова (30 травня 1939 — 6 листопада 2008) — радянська і російська науковиця, кандидатка біологічних наук (1973); ботанікиня, еволюціоністка, фахівчиня в галузі популяційної біології та історик біології. Центральною темою наукових досліджень був історичний розвиток еволюційної теорії. Основні наукові праці присвячені вивченню внеску робіт в галузі прикладної ботаніки у розвиток теорії еволюції. Протягом 1967—1977 років працювала під керівництвом одного з творців школи радянських еволюціоністів Кирила Михайловича Завадського. Її історико-критичні нариси демонструють цінність науково-практичних досліджень для розвитку теоретичних проблем біології.

## Життєпис
1962 року закінчила біолого-ґрунтовий Ленінградського державного університету, де працювала лаборанткою до 1967 року. Після цього працювала молодшою науковою співробітницею в Ленінградському відділенні Інституту історії природознавства і техніки АН СРСР (ЛВ ІІПТ) під науковим керівництвом К. М. Завадського. 1973 року захистила кандидатську дисертацію з теми: «До історії проблеми популяцій у вищих рослин (За матеріалами вітчизняних досліджень в галузі прикладної ботаніки до 40-х років XX століття)» (спеціальність 07.00.10 — історія науки і техніки). 1975 року сектор історії та теорії еволюційного вчення ЛВ ІІПТ було переведено в Ботанічний інститут АН СРСР, де Тетяна Авер'янова продовжила роботу під керівництвом К. М. Завадського. Робота колективу була спрямована на історико-критичний аналіз сучасних проблем еволюційної теорії та пошук теоретичних шляхів їх вирішення. Коли 1977 року постало питання про переведення лабораторії Завадського з БІН чи можливе розформування лабораторії, Тетяна Авер'янова активно відстоювала необхідність збереження лабораторії. Разом з Я. М. Галлом вона поїхала до Москви шукати підтримки в Президії АН СРСР і Відділі науки ЦК КПРС. Після відходу К. М. Завадського з життя (1977) і переходу більшості співробітників його лабораторії в Ленінградський відділ ІІПТ АН СРСР, залишилася в БІН. 1978 року була призначена вченою секретаркою, а згодом заступницею директора БІН. З 1989 року працювала в Ленінградському науковому центрі АН СРСР.

## Наукова діяльність
У кандидатській дисертації Тетяни Авер'янової розглянуто зародження та розвиток вітчизняних робіт в галузі прикладної ботаніки з вивчення будови й еволюції популяцій. Визначено, якою мірою ці роботи були використані при створенні сучасного вчення про популяції і мікроеволюцію рослин. Велика частина дисертаційної роботи присвячена аналізу досліджень місцевих популяцій прикладними ботаніками школи М. І. Вавилова. Результати роботи наочно демонструють, що при розробці проблеми місцевих популяцій і мікроеволюції рослин ніхто не узагальнював і не використовував той значний і важливий матеріал, який вже мала прикладна ботаніка.
Монографія Тетяни Авер'янової на тему «Популяційні дослідження у прикладній ботаніці. Історико-критичні нариси вітчизняних досліджень у першій третині XX століття» (1975) висвітлює практичне значення еволюційної теорії в її історичному розвитку. Дослідження базується на узагальненні значного обсягу матеріалу, накопиченого в селекційно-рослинницькій літературі XX ст., і оцінці такого матеріалу з точки зору його важливості для розвитку теорії еволюції. Центральною темою роботи стала прикладна ботаніка, що розуміється як: «… комплекс знань, що включає селекційну роботу у вузькому сенсі цього слова, дослідження світових колекцій самих культурних рослин, різнобічне вивчення вихідного матеріалу для селекційних робіт, яке включає в себе і дослідження дикорослих родичів, а також вивчення бур'яново-польових видів рослин». У першій частині монографії розглянуто експериментальні матеріали з вивчення складу, структури та пристосованості місцевих сортів.
У другій частині роботи проведено аналіз досліджень процесів перетворення сільськогосподарських сортів — популяцій. В кінці книги Тетяна Авер'янова приходить до висновку, що вивчаючи місцеві сорти і накопичуючи дані про основні властивості і структуру місцевого населення виду оброблюваних в культурі рослин, селекціонери і рослинники багато в чому перевершували дослідження, розгорнуті згодом популяційною біологією. Матеріали, узагальнені і проаналізовані в монографії, показують цінність науково-практичних досліджень для розвитку теоретичних проблем біології і разом з тим свідчать про те, що при некоординованому розвитку біологічних наук деякі дані і навіть випереджальні напрямки досліджень згодом можуть виявитися значною мірою забутими.
У науковій статті, написаній Тетяною Авер'яновою в співавторстві з науковим керівником К. М. Завадським (1975), стисло узагальнено результати багаторічної роботи. Зроблено висновок про те, що закономірності еволюційного процесу в умовах доместикації і в ході селекційної трансформації культурних популяцій повинні скласти один із суттєвих і самостійних розділів синтетичної теорії еволюції.

## Основні наукові праці

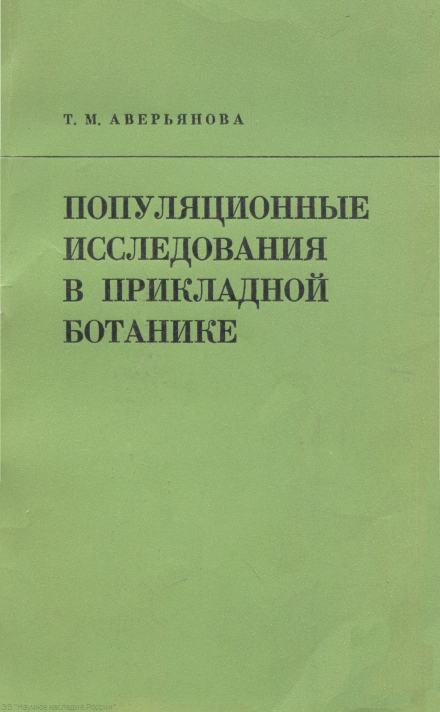
Обкладинка монографії Т. М. Авер'яновоі «Популяційні дослідження у прикладній ботаніці: Історико-критичні нариси вітчизняних досліджень у першій третині XX століття»

- Аверьянова Т. М. Популяционные исследования в прикладной ботанике: Историко-критические очерки отечественных исследований в первой трети ХХ века [Архівовано 28 березня 2020 у Wayback Machine.] / Отв. ред. К. М. Завадский. Л.: Наука, 1975, 140 с.
- Завадский К. М., Аверьянова Т. М. Теория эволюции и научная селекция. Труды по прикл. ботанике, генетике и селекции, 1975, том 54, вып. 1, 35-48.
- Аверьянова Т. М., Колчинский Э. И. Об одном неудачном пособии по философским проблемам биологии. Обсуждение книги А. Е. Фурмана «Диалектическая концепция развития в современной биологии». Журн. общ. биол., 1975, том 36, № 6, стр. 957—961.
- Аверьянова Т. М. Системы скрещиваний и эволюция. В сб. «Организация и эволюция живого». Л., 1972, стр. 116—120.
- Аверьянова Т. М. К вопросу об арогенной популяции (на основе работ Е. Н. Синской). В сб. «Закономерности прогрессивной эволюции». Л. 1972, стр. 28-38.
- Аверьянова Т. М. Элементы популяционных идей в исследованиях отечественных селекционеров. В сб. «Наука и техника (вопросы истории и теории)». Л., 1972, вып. VII, часть 2, стр. 34-37.
- Аверьянова Т. М. Проблема изучения микроэволюции и селекция растений в СССР В сб. «Наука и техника (вопросы истории и теории)». Л., 1971, вып. VI. стр. 153 −156.
- Аверьянова Т. М., Горобец А. М. Структура популяции дикой и культурной свеклы. Разнообразие по форме корнеплода. «Вестник Ленинградского университета[ru]». 1970. № 15, стр. 124—132.
- Аверьянова Т. М. Признаки арогенной популяции (на основе работ Е. Н. Синской). В сб. «Проблемы прогрессивного развития в живой природе и технике». Л. 1969, стр. 40-42.

## Представлення результатів наукової роботи
- 28-30 жовтня 1969 р. Симпозіум «Проблеми прогресивного розвитку живої природи і техніки».
- 7-8 грудня 1972 р. Всесоюзна конференція «Організація і еволюція живого».
- 21-23 лютого 1973 р. VII щорічна конференція ЛВ СНОИФЕТ.
- Лютий 1973 р. Симпозіум «Перші кроки еволюційної теорії в СРСР».
- 10-12 грудня 1974 р. I Всесоюзний симпозіум «Проблеми еволюційної фізіології рослин».